# Янчовска река
Янчовска река е река в Западна България, ляв приток на река Бистрица от басейна на Искър.
Извира от североизточните склонове на Витоша. Отводнява обширен район северно от хижа Алеко. Под местността Стамболовото приема десния си приток рeкa Станциите и малко над центъра на село Бистрица се влива в Старата река (Витошка Бистрица). Над село Бистрица по двата бряга на рекатa е създаден интересен парков кът с голямо изкуствено езеро и много маси и пейки – отлично място за почивка.

## Топографска карта
- Лист от карта K-34-59. Мащаб: 1 : 100 000.